# (24761) Ahau
(24761) Ahau  es un asteroide al grupo de los asteroides Apolo, descubierto el 28 de enero de 1993  por Carolyn Shoemaker y Eugene Shoemaker desde el Observatorio Palomar en California.
Su nombre ha referencia a Kinich Ahau, dios del Sol de los Mayas.